# Adrian Stahlecker
Adrianus Johannes Petrus Stahlecker (Den Haag, 23 juli 1937) is een Nederlands kunstschilder en schrijver.
Adrian Stahlecker studeerde in Den Haag aan de Vrije Academie en kreeg privélessen van Hessel de Boer. In 1961 debuteerde hij in Kunstzaal Plaats in Den Haag en kort daarna verhuisde hij naar Barcelona waar hij tot 1973 woonde.
In Spanje deed Stahlecker mee aan de Salon de Mayo en de Salon de Hospitalet, had solotentoonstellingen in Madrid en Barcelona, maar ook in Londen, Berlijn en Parijs. In Madrid exposeerde hij een paar keer onder auspiciën van de Nederlandse Ambassade. Op 2 oktober 1964 werd in Galerie Grifé y Escoda in Madrid door prinses Irene en haar toenmalige echtgenoot Carel Hugo van Bourbon-Parma een van zijn tentoonstellingen geopend.
Naast bloemen en stillevens schildert Stahlecker ook portretten, waaronder veel bekende Nederlanders als Mary Dresselhuys, Albert Mol, Mariska Veres, Ine Veen, Ernst Jan Beeuwkes en Charlotte Köhler. Daarnaast kreeg hij bekendheid door zijn schilderijen van Mathilde Willink en leden van het Koninklijk Huis; en  was eigenaar van de bekende Galerie Stahlecker in de Haagse Javastraat, die decennialang het trefpunt was van veel bekende kunstenaars en schrijvers.
Rond 2000 begon Stahlecker ook met schrijven. Hij schreef boeken als Filmkunst in Ballingschap (over Duitse acteurs en actrices die moesten vluchten voor het naziregime in de periode 1933-1945); Hildegard Knef, een ster en een tijdperk; Goebbels Droomfabriek; Een liefde tussen oorlog en vrede (over de stormachtige liefde tussen Marlène Dietrich en Jean Gabin); Schilderswijk en Society en de biografie over oud-ballerina en actrice Ine Veen, waarvoor Henk van der Meijden het voorwoord schreef.

## Titels
- Film en kunst in ballingschap 1933-1945 : Duitse artiesten en kunstenaars op de vlucht voor het naziregime, 2000
- Hildegard Knef : een ster, een tijdperk, 2003
- Goebbels' droomfabrieken : filmverhalen uit nazi-Duitsland, 2004
- Een liefde tussen oorlog en vrede : de stormachtige relatie tussen Marlene Dietrich en Jean Gabin, 2005
- Schilderswijk en society : fragmenten uit het leven van een Haagse kunstenaar, 2006
- De muze Ine Veen, 2006
- Romy Schneider : een leven vol triomfen en tragedies, 2007
- Stijliconen en idolen : film & mode, 2007
- Nederlandse acteurs in de Weimarrepubliek en Nazi-Duitsland, 2008
- Hollywood giganten : Joodse immigranten en de Amerikaanse film, 2008
- Intriges en schandalen aan het Spaanse hof, 2009
- Roman Polanski, 2010
- Het andere Hollywood. Gays, lesbo's en bi's in de filmstad, 2010
- Franco en de Spaanse monarchie, 2011
- Hitlers kunstenaarsziel, 2012
- Juliette Gréco, haar wereld, 2013
- Duitse film na Hitler, 2014
- De gouden tijd van de Franse film, 2015
- De Bourbons de Parme, 2015
- Zarah Leander, 2017
- De Tovenaarszoon: Het bizarre leven van Klaus Mann, 2018
- Spanje's wankele troon, 2020
- Joods Hollywood, 2022
- Het Parijs van Coco Chanel, 2024
- Mathilde Willink, 2024